# Benedetti (famiglia)
I Benedetti (talvolta anche Benedetto) furono una famiglia patrizia veneziana, annoverata fra le cosiddette Case Nuove.

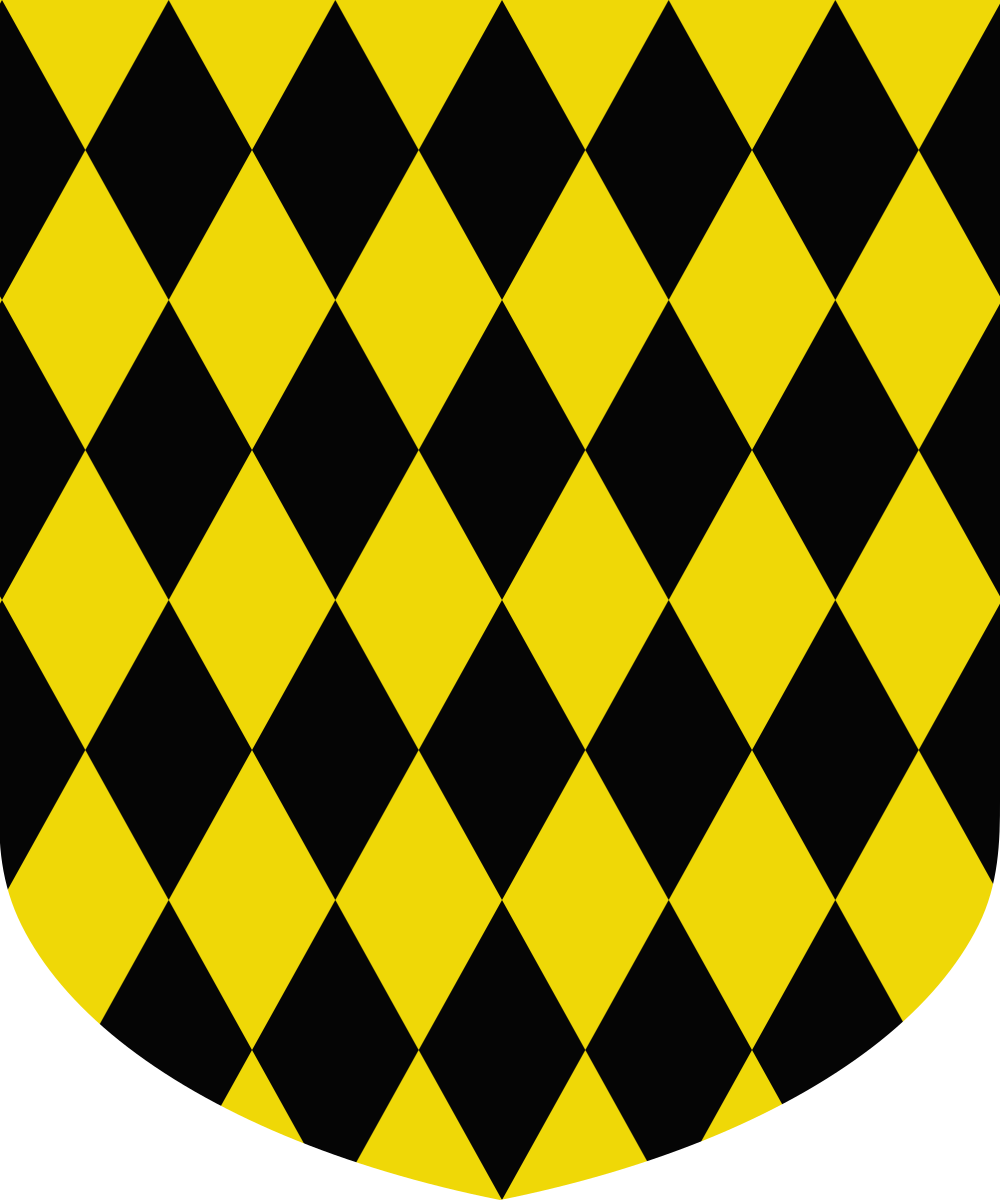
Stemma Benedetti

## Storia
Operanti nel settore del credito e considerati una famiglia nuova nel XIII secolo, i Benedetti sono di provenienza assai incerta; le fonti paiono concordare, tuttavia, nel farli molto antichi a Venezia.
Furono presenti nell'antico Maggior Consiglio fin dagli anni Sessanta e Settanta del Duecento; per i periodi 1293-1295 e 1296-1297 è attestata la presenza di un Nicolò Benedetti da Cannaregio. Dopo la serrata del 1297, invece, è un Pietro Benedetti da Cannaregio a chiedere l'approvazione da parte del Consiglio dei Quaranta (ma dopo l'aprile di quell'anno, dal momento che la famiglia non è menzionata nella Cronaca Trevisana). Un ramo secondario del casato, stabilitosi ad Acri e ritornato in patria dopo la serrata, fu aggregato al patriziato nel 1303.
Questa famiglia si estinse nel 1658 con la morte violenta di Vincenzo di Pietro Benedetti.

## Membri illustri
- Giovanni Benedetti (1370 ca. - 1437), ecclesiastico, fu vescovo di Treviso dal 1418 alla sua morte
- Benedetto Benedetti (XVII secolo), ecclesiastico, fu vescovo di Caorle dal 1609 al 1629

## Luoghi e architetture
- Palazzo Benedetti, a Cannaregio;
- Villa Benedetti, a Cerea;
- Villa Benedetti Pera Riello Favero, a Godega di Sant'Urbano;
- Villa Vallini Rizzoli Benedetti a Galzignano Terme.

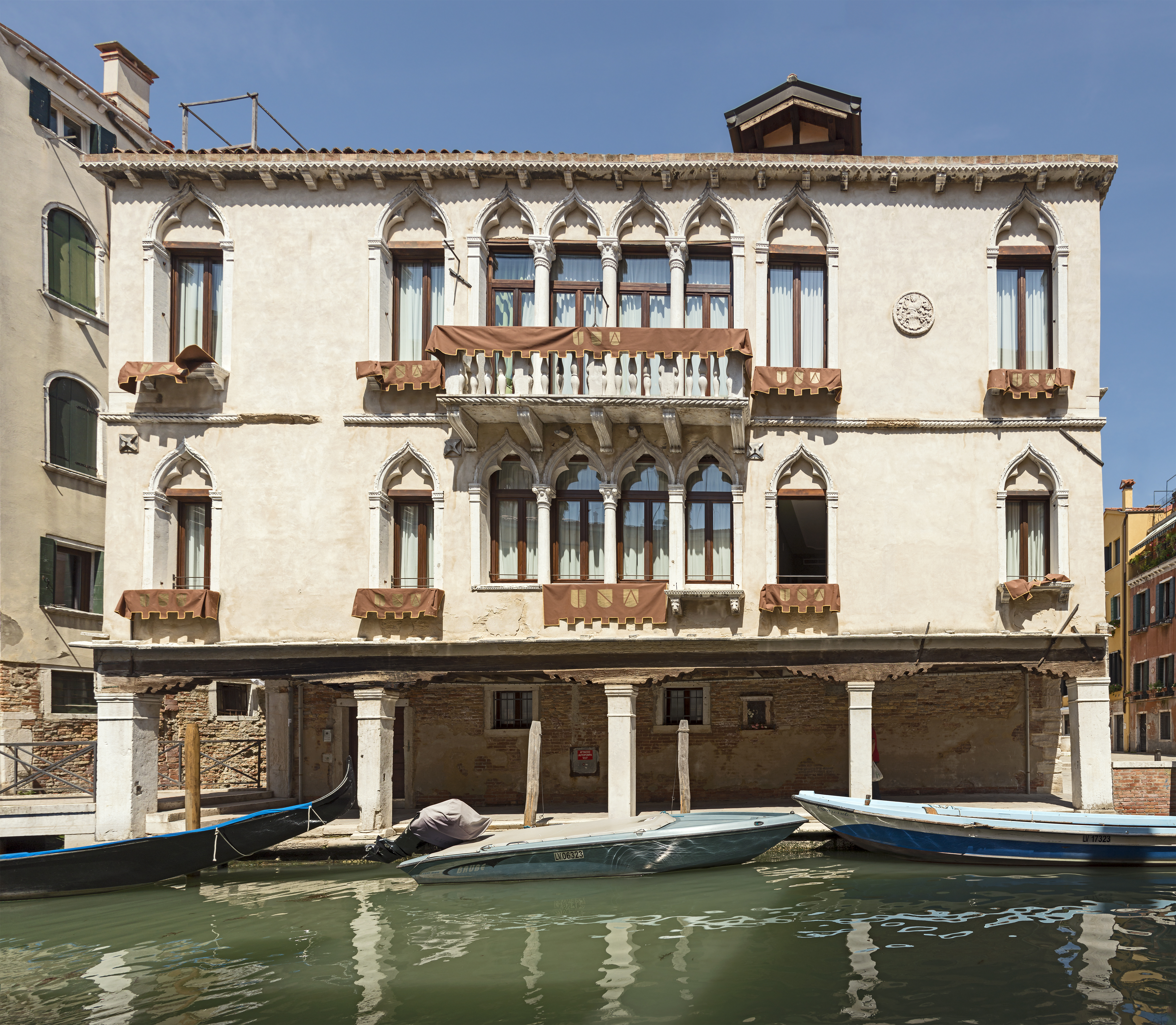
Palazzo Benedetti, a Cannaregio